# Kurt Lottner
Kurt Karl Ernst Heinrich Lottner (Hamm, 30 oktober 1899 - Bad Schwartau, 15 maart 1957) was een Duitse officier en Generalmajor tijdens de Tweede Wereldoorlog. Hij was de laatste Kampfkommandant van de stad Lübeck.

## Leven
Op 10-jarige leeftijd ging Lottner in dienst van de Pruisische cadettenschool in Groß-Lichterfelde (bij Berlijn). Hij legde op 22 juni 1917 zijn Notabitur af. Lottner werd bevorderd tot Fähnrich (vaandrig) en geplaatst in het Infanterie-Regiment „Großherzog Friedrich Franz II. von Mecklenburg-Schwerin“ (4. Brandenburgisches) Nr. 24.
Hij nam tijdens de Eerste Wereldoorlog deel aan de gevechten aan het Westfront. Van oktober 1917 tot november 1918 vocht Lottner om het Fort van Douaumont (Verdun). Als commandant van een kleine eenheid in achterhoede moest hij de snelle opmars van de vijand proberen te verhinderen. Dit was om zo de eigen troepen de tijd te geven om zich zo ordelijk mogelijk terug te kunnen trekken. Hij werd voor zijn leiderschap en dapperheid tijdens de mobiele oorlogvoering onderscheiden met het IJzeren Kruis 1914, 1e Klasse.
Na de beëindiging van de Eerste Wereldoorlog, sloot Lottner zich van april tot juni 1919 aan bij het vrijkorps "von Oven". In juni 1919 werd hij opgenomen in de Reichswehr en als adjudant in het 24e Infanterieregiment geplaatst. Na zijn bevordering tot Hauptmann (kapitein), werd Lottner in het bureau van de plaatscommandant van Berlijn geplaatst.
Van 1 oktober 1933 tot 30 september 1935 ging hij naar de militaire academie in Berlijn. Na de afronding van zijn opleiding werd Lottner overgeplaatst naar Frankfurt/Oder en bevorderd tot Major (majoor). Op 12 oktober 1937 volgde zijn benoeming tot compagniecommandant van de 12e compagnie in het 65e Infanterieregiment gestationeerd in Verden an der Aller. Hierop werd Lottner als 1. Generalstabsoffizier (Ia) (vrije vertaling: 1e Generale Stafofficier) naar Lübeck gestuurd om daar in de 30e Infanteriedivisie  te dienen.
In 1938 nam hij deel aan de annexatie van het Sudetenland. Met de 6e Infanteriedivisie van het garnizoen Lübeck nam de Oberstleutnant (luitenant-kolonel) Lottner als de 1e Generale Stafofficier van de generaal Kurt von Briesen aan de Poolse Veldtocht deel.
Hij diende daarna als operationeel officier (Ia) in de verschillende divisies, waaronder de 170e Infanteriedivisie en de 236e Infanteriedivisie, tijdens de bezetting van Jutland en de Slag om Frankrijk.
Van mei tot november 1941 was Lottner verbindingsofficier tussen het Duitse 11e Leger en het Roemeense 3e Leger. Aansluitend was hij voor zes weken plaatsvervanger van zieke Oberst Hans Speth, de stafchef van het 54e Legerkorps. Voor zijn verdienst werd Lottner door de Roemeense koning Michaël I van Roemenië onderscheiden met Orde van Michaël de Dappere met Zwaarden.
Op 2 maart 1942 werd hij met de waarneming van de functie belast van chef van de Generale Staf van het 12e Legerkorps. Het kwam niet tot een benoeming, omdat Lottner onder meer op eigen verzoek een troepencommando wou. Hierna volgde zijn benoeming tot commandant van het 111e Infanterieregiment, wat een onderdeel van de 35e Infanteriedivisie was. 
In de middag van 22 september 1943 valt het front van de 35e Infanteriedivisie uiteen. Lottner raakte zwaargewond door een granaat van een Russische T-34 en een geweerschot. Zijn manschappen evacueerde hem van het front, en in Brest-Litovsk moest zijn linkerbeen tot aan de dij worden geamputeerd. Na zijn ontslag uit het ziekenhuis volgde Lottner een lange revalidatieperiode tot oktober 1944 in het ziekenhuis van Arnstadt/Thüringen. Hij verbleef tijdens zijn revalidatie in zijn appartement in Bad Schwartau. Op 10 januari 1945 werd Lottner overgeplaatst naar het Führerreserve (OKH). Zijn bevordering tot Generalmajor (brigadegeneraal) volgde op 30 januari 1945.
In april 1945 kreeg Lottner bezoek in zijn appartement van de Oberst Keßler de stadscommandant van Lübeck. De verdediging van de stad en de mogelijke verwoesting hiervan gaf Lottner de energie om zijn reactivering krachtig na te streven. Zijn verzoek tot benoeming "Kommandanten des Schutzbezirkes Lübeck" (vrije vertaling: commandanten van het verdedigingsdistrict Lübeck) werd door het Generalkommando X in Hamburg goedgekeurd. Ondanks de aanzienlijke zorgen over zijn gezondheid.
Het verdedigingsdistrict omvatte de noordelijke rand van de Ratzeburger See - luchthaven Blankensee - Schönberg - Dassow - Travemünde - Schwartau - Reinfeld - Siebenbäumen - Krummesse. De Generalmajor Lottner is vastbesloten geen de uitvoering aan de gegeven bevelen te geven. Die kwamen in geen enkel opzicht overeen met zijn militaire opvattingen en beschouwde hij als zinloos en crimineel. Hij zag de stad en de omliggende dorpen als een ‘open stad’ waarin de burgerbevolking aanwezig was en vol zat met vluchtelingen.
Op 1 mei 1945 gaf Lottner het beslissende bevel (mondeling doorgegeven aan enkele eenheden op 30 april 1945) om alle explosieven van de bruggen en kades te verwijderen. Tegelijkertijd trok hij zijn strijdkrachten uit de stad terug en verplaatste ze naar het oosten.
Aan het einde van de oorlog was de Kampfkommandant van Lübeck de Generalmajor Lottner, met de SS-Brigadeführer en Generalmajor in de politie Walther Schröder de burgemeester Otto-Heinrich Drechsler en de Kreisleiter Otto Bernhard Clausen op het hoofdkwartier waren het eens dat het geen zin had om de stad te verdedigen tegen de Britse 11e Pantserdivisie die vanaf de Elbe oprukten. De stad kon daarom op 2 mei 1945 worden ingenomen, grotendeels zonder gevechten en zonder verdere schade. Lottner werd in zijn kantoor door de Britten gevangen genomen en afgevoerd.
De Britse officier die hem naar zijn krijgsgevangenschap in Lüneburg bracht, zei in het Duits tegen Lottner:
"Ich beglückwünsche Sie zu Ihrem Entschluss, Lübeck ohne Kampf zu übergeben. Wäre es zum Kampf gekommen, unsere Bomber standen bereit."
"Ik feliciteer u met uw besluit om Lübeck zonder strijd over te geven. Als het tot een gevecht zou komen, stonden onze bommenwerpers gereed."
Kurt Lottner schreef later: "De strijd tussen eed en geweten was een enorme last. Natuurlijk zegevierde het geweten. Het enige dat nog restte was het leven dat mij was toevertrouwd en het bezit van mijn vaderland te behouden." In november 1947 werd Lottner uit Island Farm vrijgelaten en werd door een denazificatierechtbank in Duitsland geclassificeerd als een "Entlastete" en direct in vrijheid gesteld.

## Na de oorlog
In de zomer van 1948  woonde hij weer in Bad Schwartau en solliciteert tevergeefs naar een baan in het stadsbestuur van Lübeck. “Ondanks alle waardering voor uw diensten, voelt Lübeck zich niet in staat hem in dienst te nemen,” vertelt de stadsbestuurder hem.
Over het verdere verloop van zijn leven is niets bekend. Op 15 maart 1957 stierf Lottner in Bad Schwartau.

## Carrière
- Generalmajor: 30 januari 1945[1][4][3]
- Oberst: 11 februari 1942 (RDA van 1 december 1941, later gewijzigd in 1 februari 1941)[1][3]
- Oberstleutnant: 1 augustus 1939[1][3]
- Major: 1 april 1934[3] (RDA later gewijzigd in 1 april 1936)[1]
- Hauptmann: 1 augustus 1933[1][3]
- Oberleutnant: 1 september 1925[5][1][3]
- Leutnant:  27 januari 1918[5] (Patent van 28 januari 1917[3], RDA later gewijzigd in 1 juli 1918)[1]
- Fähnrich:  22 juni 1917[5][1]

- Opmerking: de rang van Generalmajor is vergelijkbaar met die van een hedendaagse Brigadegeneraal (OF-6). Het Duitse leger (Heer) kende tijdens de Tweede Wereldoorlog geen rang van een Brigadegeneraal, waardoor de eerste generaalsrang een Generalmajor was. Het naoorlogse Duitse leger kent overigens wel volgens de NAVO schaal een Brigadegeneraal als eerste generaalsrang.

## Onderscheidingen
Selectie:
- Ridderkruis van het IJzeren Kruis[3] op 14 oktober 1943[5][4] als Oberst en Commandant van het 111e Infanterieregiment[6][7][1]
- Duitse Kruis in goud op 7 oktober 1943[4] als Oberst en Commandant van het 111e Grenadier infanterieregiment[6][7][1]
- Herhalingsgesp bij IJzeren Kruis 1939, 1e Klasse[6] en 2e Klasse[6]
- IJzeren Kruis 1914, 1e Klasse[5][6][1] en 2e Klasse[5][6][1]
- Orde van Michaël de Dappere met Zwaarden[5], op de afbeelding van Lottner is het een halsdecoratie van de Orde van de Kroon van Roemenië[5] te zien.

## Afkortingen
- (de)  mit der Wahrnehmung der Geschäfte beauftragt (m.d.W.d.G.b.) - vrije vertaling: met de waarneming van de functie belast